# Neil Francis Hawkins
Neil Lanfear Maclean Francis Hawkins (Tháng 9 năm 1907 – 26 tháng 12 năm 1950) là một nhà văn và chính khách người Anh, một người đề xướng hàng đầu chủ nghĩa phát xít Anh ở Anh Quốc, cả trước và sau Thế chiến thứ hai. Ông đóng vai trò lãnh đạo trong Liên minh Phát xít Anh, kiểm soát cơ cấu tổ chức của phong trào.

## Đời tư
Francis Hawkins là hậu duệ của thủy thủ John Hawkins. Một nhân viên bán dụng cụ phẫu thuật bằng thương mại, ông không bao giờ kết hôn và người ta khẳng định ông là gay.
Ông có một người chị/em Lilian có chồng là A.C.V. Bristol, là thành viên của BUF nhưng cũng là một đại lý bí mật cho MI5.